# Anecphora sumptuosa
Anecphora sumptuosa är en insektsart som beskrevs av Gerstaecker 1895. Anecphora sumptuosa ingår i släktet Anecphora och familjen lyktstritar. Inga underarter finns listade i Catalogue of Life.